# Lecudina pyriformis
Lecudina pyriformis is een soort in de taxonomische indeling van de Myzozoa, een stam van microscopische parasitaire dieren. Het organisme komt uit het geslacht Lecudina en behoort tot de familie Lecudinidae. Lecudina pyriformis werd in 1953 ontdekt door Bogolepova.